# خوان مانويل غيتيريز
خوان مانويل غيتيريز (بالإسبانية: Juan Manuel Gutiérrez Freire) (مواليد 4 فبراير 2002م) هو لاعب كرة قدم من الأورغواي يلعب كمهاجم في نادي ألميريا.

## روابط خارجية
- خوان مانويل غيتيريز على موقع قاعدة بيانات كرة القدم.إي يو (الإنجليزية)
- خوان مانويل غيتيريز على موقع Soccerway.com (الإنجليزية)
- خوان مانويل غيتيريز على موقع عالم كرة القدم.نت (الإنجليزية)